# Ли Курти (Салерно)
Ли Курти је насеље у Италији у округу Салерно, региону Кампанија.
Према процени из 2011. у насељу је живело 244 становника. Насеље се налази на надморској висини од 233 м.